# Villette-sur-Ain
Villette-sur-Ain település Franciaországban, Ain megyében. Lakosainak száma 763 fő (2022. január 1.). Villette-sur-Ain Chalamont, Château-Gaillard, Châtenay, Châtillon-la-Palud, Dompierre-sur-Veyle, Druillat, Priay, Saint-Maurice-de-Rémens és Varambon községekkel határos.

## Népesség
A település népessége az elmúlt években az alábbi módon változott:
| Lakosok száma | 287  | 381  | 412  | 635  | 681  | 728  | 755  | 759  | 760  | 763  |
|               | 1968 | 1982 | 1990 | 2006 | 2013 | 2015 | 2017 | 2019 | 2020 | 2022 |